# Bruce Campbell
Bruce Lorne Campbell (Royal Oak, Míchigan, 22 de junio de 1958) es un actor, director de cine y escritor estadounidense. Es mundialmente famoso por interpretar a Ash Williams, en la trilogía de terror, humor y fantasía The Evil Dead.
Además de Evil Dead, ha participado en cintas de gran éxito como Crimewave (1985), Maniac Cop (1988), Darkman (1990), Bubba Ho-Tep (2002) y Cars 2 (2011). También tuvo cameos en la trilogía de Spider-Man (2002-2007) del director Sam Raimi.
Campbell ha participado en series de televisión como Xena: la princesa guerrera (1995-2001) y Hercules: The Legendary Journeys (1997-1999). Expediente X (1999).En la actualidad, Campbell protagoniza la serie Ash vs. Evil Dead, en donde repitió su personaje de Ash Williams.

## Biografía

### Primeros años

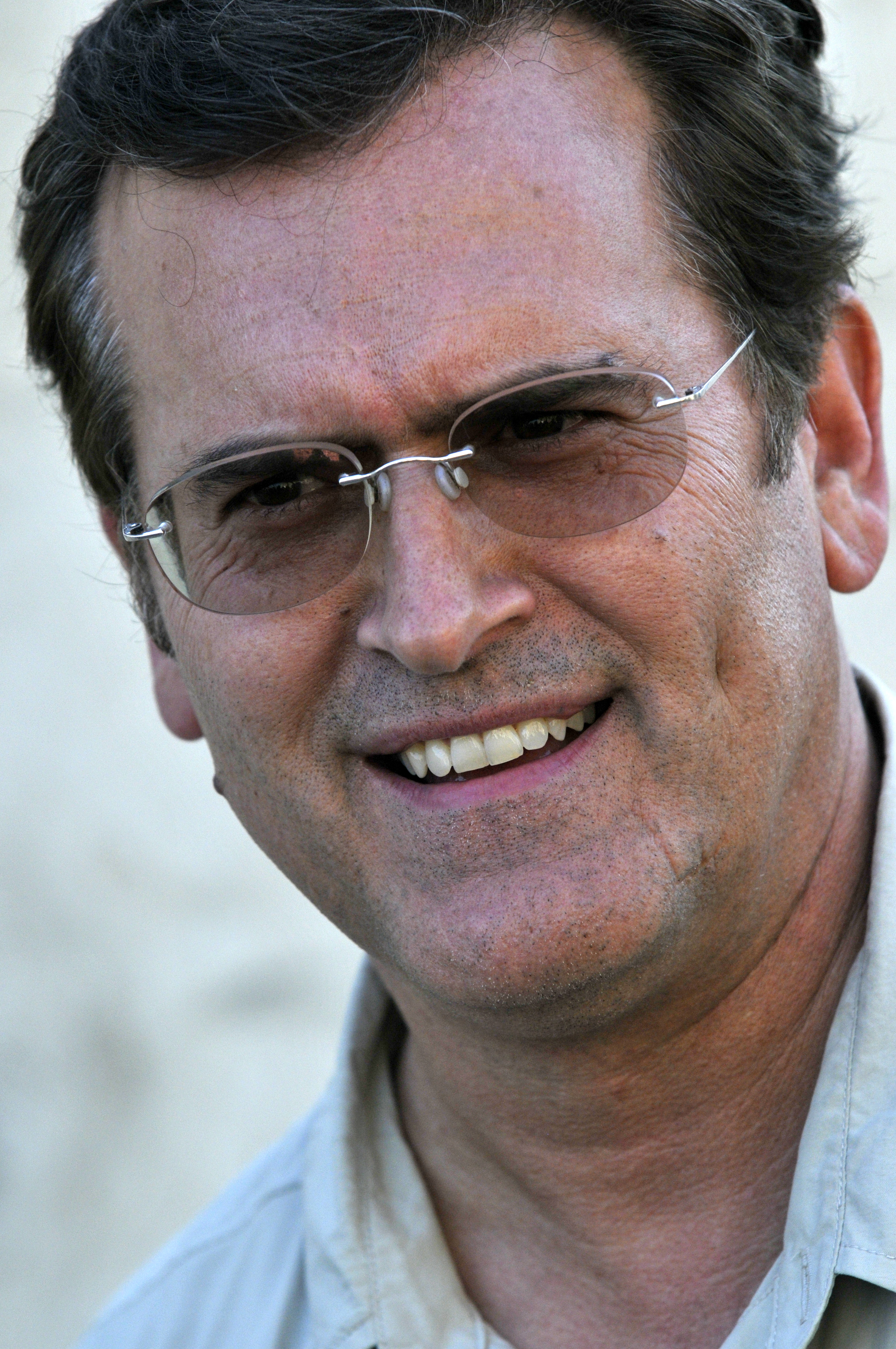
Bruce Campbell (2009).

Campbell nació en Royal Oak, Míchigan. Es hijo de Joanne Louise Pickens, ama de casa, y Charles Newton Campbell, un actor e inspector de vallas publicitarias. Tiene un hermano mayor, Don, y un medio-hermano mayor, llamado Michael. Actualmente vive en una granja de Jacksonville, Oregón, junto a su esposa, la diseñadora Ida Gearon. Campbell posee ascendencia escocesa. También es zurdo. 

### Comienzos artísticos
Campbell comenzó a actuar cuando era adolescente e hizo algunas películas junto a sus amigos en formato Super 8 mm. Tras conocer a Sam Raimi en el instituto los dos se convirtieron en buenos amigos y comenzaron a hacer películas juntos. Campbell estudió en la Western Michigan University, mientras continuaba trabajando como actor al mismo tiempo que tomó un empleo como taxista.
Un par de años después y tras cincuenta pequeñas películas, junto a Raimi y algunos familiares, trabajaron en la película The Evil Dead. Campbell fue el protagonista y trabajó tras las cámaras, recibiendo el crédito de coproductor ejecutivo; Raimi escribió, dirigió y editó. Cuatro años después la película se convirtió en un objeto de culto en Gran Bretaña, lo que llevó a crear dos secuelas: Evil Dead II (1987) y Army of Darkness (1992).

### Papeles importantes
El papel más importante que ha tenido Campbell es el de Ashley J. "Ash" Williams para la película de Sam Raimi Evil Dead, el actor ha aparecido también en otras películas de Raimi. Campbell siempre ha elegido papeles estrafalarios, como a Elvis Presley en la película Bubba Ho-Tep, y la mayoría de las veces aparece en películas que van directo a video o televisión por cable. En 1988 intervino en la famosa película de William Lustig, (protagonizada por Tom Atkins y Robert Z'Dar); Maniac Cop, en donde interpretaba a Forrest, un agente de policía infiel a su esposa y sospechoso de los brutales crímenes de un loco homicida. Además de Bubba Ho-Tep, Campbell trabajó en la película del 2005 Sky High, y protagoniza la próxima My Name is Bruce. También es el narrador de ambos videojuegos de Spider-Man basados en las películas y protagonista del videojuego Evil Dead: Regeneration. 
Campbell iba a protagonizar la película Darkman (1990), pero el estudio insistió en Liam Neeson, ya que no estaban seguros de las habilidades de Campbell para interpretar al personaje, aunque si tuvo un pequeño papel al final de la cinta. Campbell participó tras las cámaras, siendo acreditado por su trabajo de voz, y aparece en la última escena de la película. 
Fue también una de las opciones para protagonizar la película de The Phantom, basada en el popular personaje de historieta, pero el papel fue dado a Billy Zane, quien estaba interesado en el trabajo. Su compañero en Hercules: The Legendary Journeys, Kevin Smith estaba interesado en ser uno de los tres enemigos de Lee Falk.

### Cameos
Campbell ha tenido varios cameos en películas, y es conocido por haber aparecido en distintos géneros, casi siempre para servir como actor cómico. Ha hecho cameos en las tres películas de Spider-Man. En la primera hizo de un presentador de lucha libre que bautiza a "La Araña humana" como  "Hombre araña".  En la secuela, hizo de un portero, Dylan Reid, quien critica a Peter Parker por su apariencia y no lo deja entrar a la obra de Mary Jane Watson. En la tercera hace de Maître francés en el restaurante donde Peter va a pedir la mano de Mary-Jane. El personaje aparece en Amazing Spider-Man #515, dibujado exactamente como Campbell. En la cuarta película, la cual fue cancelada se tuvo pensado en darle un papel más representativo, más tarde se reveló que Campbell, supuestamente iba a interpretar al villano Mysterio, al circular por la internet unos dibujos ilustrados por Jeffrey Henderson.
También aparece como un cirujano plástico con la cara desfigurada en la película de John Carpenter Escape from L.A. (1997). Hizo un cameo también en la famosa película de Frank Darabont, The Majestic, protagonizada por Jim Carrey. Ha hecho pequeños papeles en películas de Joel e Ethan Coen, como Fargo, Intolerable Cruelty, The Hudsucker Proxy y The Ladykillers. En 2022 tuvo un cameo como Pizza Poppa en la película Doctor Strange en el multiverso de la locura, también dirigida por Sam Raimi.
En el cómic de la Nueva Trilogía, Star Wars: Unión, uno de los imperiales tiene su cara, junto con otros actores famosos que ponen cara a diversos personajes.

### Estilo y personalidad

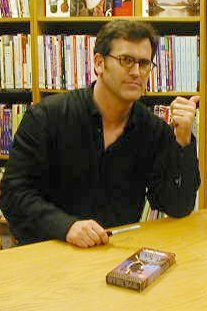
Campbell firmando un VHS de la película The Evil Dead.

Mucha gente considera a Campbell como la estrella más grande del cine clase B de todos los tiempos. Su estilo de actuación refleja un marcado Humor, que lo hace interpretar personajes como Ash Williams, al cual Campbell se refiere como "un idiota como el resto de nosotros". Este estilo es parodiado en la película The Majestic donde Campbell aparece como Roland, un explorador intrépido en la película de clase B Pirates of the Sahara, escrita por el personaje que interpreta Jim Carrey.
A través de los años, Bruce ha adquirido un gran número de admiradores y es el actor favorito en convenciones de cine. Campbell tiene la reputación de ser uno de los personajes más simpáticos en el medio, ya que ayuda a mucha gente interesada en el área, y da consejos sobre el cine en su sitio web.

### Televisión y videojuegos
Fuera de las películas, Campbell ha aparecido en diversas series de televisión. Trabajó en Las aventuras de Brisco County Jr., una comedia western creada por Jeffrey Boam y Carlton Cuse (quien escribió y produjo Lost de ABC) que duró una temporada y Jack of All Trades, serie ubicada en los primeros días de la independencia estadounidense. 
Es conocido también por su papel secundario Autolycus ("el rey de los ladrones") en las series de fantasía Hercules: The Legendary Journeys y Xena: la princesa guerrera. También ha dirigido un número de episodios de Hércules y Xena, incluyendo el final de la serie "Hércules". También ha tenido un papel dramático como un detective que busca venganza por la muerte de su padre en dos episodios de Homicide: Life on the Street. 
También es conocido por la serie Burn Notice en la que durante varias temporadas interpreta uno de los papeles principales, el EX-SEAL Sam Axe. Irónicamente, aunque en ese tiempo se dedicaba a trabajos más dramáticos, Campbell no audicionó para ese papel. El productor de Homicide, Tom Fontana, era fanático de Campbell y le preguntó si quería aparecer en el programa. Campbell también hizo el papel de un demonio en el episodio de The X-Files, titulado "Terms of Endearment".
Campbell ha trabajado como narrador en varios videojuegos. Es la voz de Ash Williams en los tres últimos juegos de Evil Dead, además participar en otros como Pitfall 3-D: Beyond the Jungle, Spider-Man: The Movie y Spider-Man 2. Además hace la voz del personaje Jake Logan en el videojuego de ordenador, Tachyon: The Fringe y la voz de Magnanimous en Megas XLR. Ha tenido varias apariciones en otros programas de televisión, incluyendo  Robot Chicken como él mismo. Se encuentra como personaje jugable del videojuego Dead by Daylight interpretando a Ashley J. Wlliams.
En el 2015 se incluyó a la saga de Videojuegos de Call Of Duty en Call Of Duty: Advanced Warfare en el contenido descargable Exo Zombies como el personaje "Lennox" suplantando a "Oz" por John Malkovich  .

### Escritura

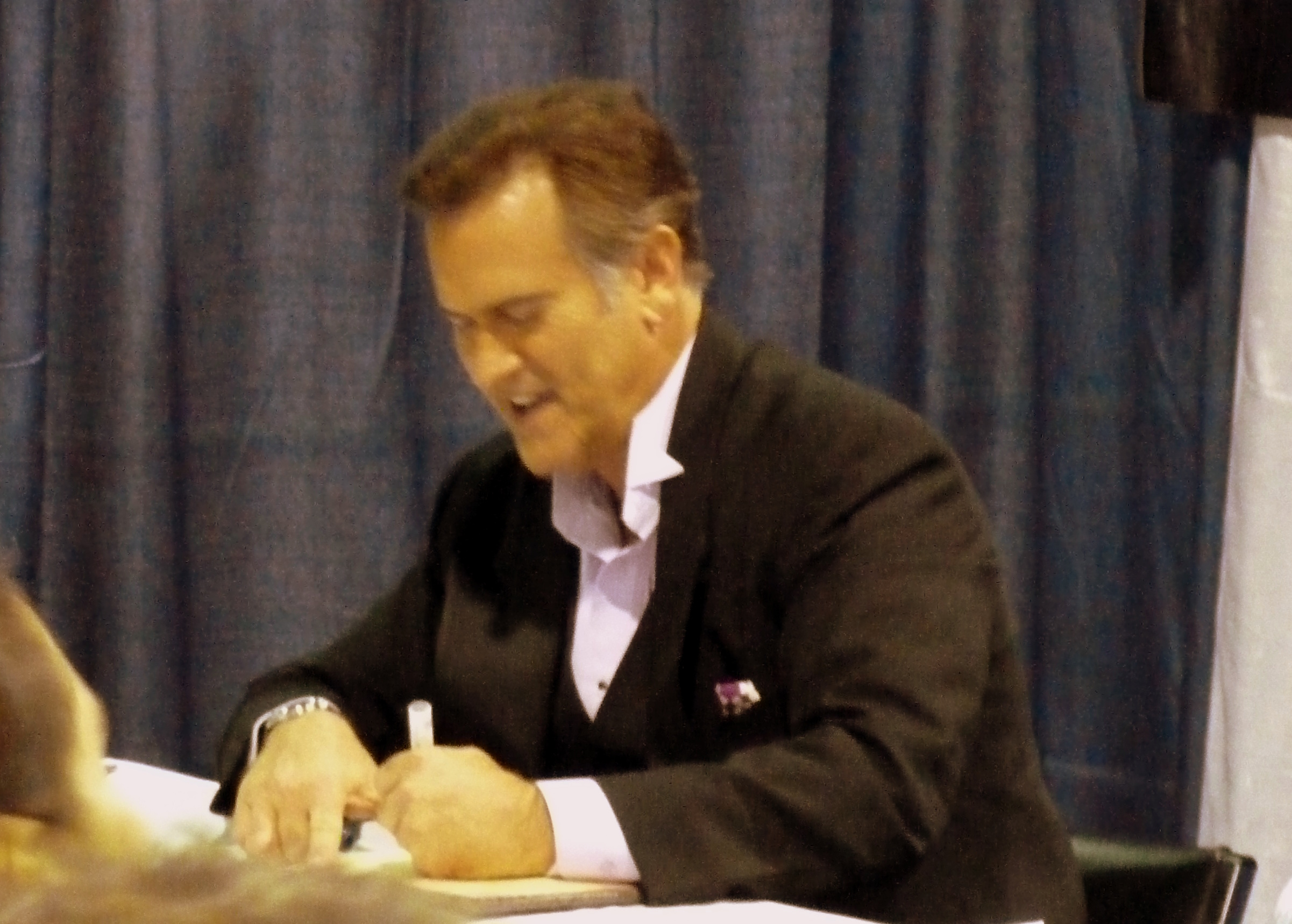
Bruce Campbell en una firma de autógrafos (2012).

Además de actuar y ocasionalmente dirigir, Campbell se ha convertido en un escritor activo, haciendo una autobiografía, If Chins Could Kill: Confessions of a B Movie Actor, que explica su carrera como actor en películas de bajo presupuesto. Una edición posterior incluye un capítulo donde agrega la reacción de sus seguidores hacia dicho libro. 
Campbell también escribió un libro titulado Make Love! The Bruce Campbell Way, una novela cómica protagonizada por él mismo, quien intenta triunfar en las superproducciones del cine. Posteriormente grabó una versión actuada de Make Love con su voz y la de compañeros actores, incluyendo a su colaborador Ted Raimi. La grabación consta de 6 discos con 6 horas de material.
Además de sus novelas Campbell también escribió una columna en la revista X-Ray Magazine el 2001, un número del cómic "The Hire", una adaptación de "Man With The Screaming Brain" al cómic y la introducción a "The Complete Guide To Low Budget Feature Film Making" de Josh Becker.

## Filmografía

### Cine
| Año  | Título                                               | Papel                                                      | Notas adicionales                                   |
| ---- | ---------------------------------------------------- | ---------------------------------------------------------- | --------------------------------------------------- |
| 1977 | It's Murder!                                         | Policía                                                    |                                                     |
| 1978 | Within the Woods                                     | Bruce                                                      | Cortometraje; productor ejecutivo                   |
| 1978 | Shemp Eats the Moon                                  | Shemp Malone                                               | Cortometraje; productor ejecutivo                   |
| 1979 | Attack of the Helping Hand                           | The Hamburger Helper Helping Hand / The Pillsbury Doughboy | Sin acreditar; cortometraje; director de fotografía |
| 1981 | The Evil Dead                                        | Ashley «Ash» J. Williams                                   | Coproductor                                         |
| 1982 | Cleveland Smith: Bounty Hunter                       | Cleveland Smith                                            | Cortometraje                                        |
| 1983 | Going Back                                           | Brice Chapman                                              |                                                     |
| 1985 | Crimewave                                            | Renaldo 'The Heel'                                         | Coproductor                                         |
| 1985 | Thou Shalt Not Kill... Except                        | Presentador de noticias                                    | Cameo; escritor                                     |
| 1987 | Evil Dead II                                         | Ashley «Ash» J. Williams                                   | Coproductor                                         |
| 1988 | Maniac Cop                                           | Jack Forrest                                               |                                                     |
| 1989 | Intruder                                             | Policía Howard                                             |                                                     |
| 1989 | Moontrap                                             | Ray Tanner                                                 |                                                     |
| 1989 | Easy Wheels                                          |                                                            | Productor                                           |
| 1989 | The Dead Next Door                                   | Raimi & Commander Carpenter                                | Voz                                                 |
| 1990 | Sundown: The Vampire in Retreat                      | Robert Van Helsing                                         |                                                     |
| 1990 | Maniac Cop 2                                         | Oficial Jack W. Forrest, Jr                                |                                                     |
| 1990 | Darkman                                              | Falso Shemp                                                | Cameo                                               |
| 1991 | Lunatics: A Love Story                               | Ray                                                        | Productor                                           |
| 1992 | Waxwork II: Lost in Time                             | John Loftmore                                              |                                                     |
| 1992 | Mindwarp                                             | Stover                                                     |                                                     |
| 1992 | Army of Darkness                                     | Ashley «Ash» J. Williams                                   | Coproductor                                         |
| 1992 | Eddie Presley                                        | Asistente del asilo                                        | Cameo                                               |
| 1992 | The Nutt House                                       |                                                            | Escritor                                            |
| 1994 | The Hudsucker Proxy                                  | Smitty                                                     |                                                     |
| 1995 | Congo                                                | Charles Travis                                             |                                                     |
| 1995 | Rápida y mortal                                      | Wedding Shemp                                              | Escena eliminada                                    |
| 1995 | The Demolitionist                                    | Raffle Winner                                              | Cameo sin acreditar                                 |
| 1996 | Fargo                                                | Actor de la telenovela                                     | Cameo sin acreditar                                 |
| 1996 | Escape from L.A.                                     | Cirujano General de Beverly Hills                          |                                                     |
| 1997 | Menno's Mind                                         | Mick Dourif, Rebel Leader                                  |                                                     |
| 1997 | In the Line of Duty: Blaze of Glory                  | Jeff Erickson                                              |                                                     |
| 1997 | Running Time                                         | Carl                                                       |                                                     |
| 1997 | McHale's Navy                                        | Virgil                                                     |                                                     |
| 1998 | The Ice Rink                                         | Actor                                                      |                                                     |
| 1999 | From Dusk Till Dawn 2: Texas Blood Money             | Barry                                                      | Directo para DVD                                    |
| 2000 | Icebreaker                                           | Carl Greig                                                 |                                                     |
| 2000 | Timequest                                            | William Roberts                                            |                                                     |
| 2001 | Hubert's Brain                                       | Thompson                                                   | Voz; cortometraje                                   |
| 2001 | The Majestic                                         | Roland the Intrepid Explorer                               | Cameo                                               |
| 2002 | Hatred of a Minute                                   |                                                            | Productor                                           |
| 2002 | Bubba Ho-Tep                                         | Elvis Presley/Sebastian Haff                               |                                                     |
| 2002 | Spider-Man                                           | Ring Announcer                                             | Cameo                                               |
| 2002 | Serving Sara                                         | Gordon Moore                                               |                                                     |
| 2002 | Fanalysis                                            | Él mismo                                                   | Documental; productor                               |
| 2003 | Drugs                                                | Bruce                                                      | Directo para DVD                                    |
| 2003 | Intolerable Cruelty                                  | Actor de telenovela                                        | Cameo sin acreditar                                 |
| 2004 | Spider-Man 2                                         | Snooty Usher                                               | Cameo                                               |
| 2004 | The Ladykillers                                      | Trabajador                                                 | Cameo sin acreditar                                 |
| 2004 | Comic Book: The Movie                                | Él mismo                                                   | Directo para DVD                                    |
| 2004 | A Community Speaks                                   | Él mismo                                                   | Documental; productor y editor                      |
| 2005 | Man with the Screaming Brain                         | William Cole                                               | Director y guionista                                |
| 2005 | Sky High                                             | Coach Boomer                                               |                                                     |
| 2006 | The Woods                                            | Joe Fasulo                                                 |                                                     |
| 2006 | The Ant Bully                                        | Fugax                                                      | Voz                                                 |
| 2007 | Aqua Teen Hunger Force Colon Movie Film for Theaters | Chicken Bittle                                             | Voz                                                 |
| 2007 | Spider-Man 3                                         | Maitre                                                     | Cameo                                               |
| 2007 | My Name is Bruce                                     | Bruce Campbell                                             | Productor                                           |
| 2009 | Cloudy with a Chance of Meatballs                    | Alcalde Shelbourne                                         | Voz                                                 |
| 2009 | White on Rice                                        | Muramoto                                                   | Voz                                                 |
| 2011 | Cars 2                                               | Rod Redline                                                | Voz                                                 |
| 2012 | Tar                                                  | Goody                                                      |                                                     |
| 2013 | Oz the Great and Powerful                            | Winkie Guard                                               | Cameo                                               |
| 2013 | Posesión infernal                                    | Ash Williams                                               | Cameo sin acreditar; productor                      |
| 2015 | The Escort                                           | Charles Cooper                                             |                                                     |
| 2021 | Black Friday                                         | Jonathan Wexler                                            | Productor                                           |
| 2021 | 18½                                                  | Richard Nixon                                              | Voz                                                 |
| 2022 | Doctor Strange en el multiverso de la locura         | Pizza Poppa                                                | Cameo                                               |
| 2023 | Evil Dead Rise                                       | Ash Williams                                               | Voz; cameo sin acreditar; productor ejecutivo       |

### Televisión
| Año       | Título                                       | Papel                                   | Notas adicionales                                                 |
| --------- | -------------------------------------------- | --------------------------------------- | ----------------------------------------------------------------- |
| 1983      | Generations                                  | Alan Stuart                             | Telenovela                                                        |
| 1987      | Knots Landing                                | Joel Benson                             | Episode: "Say Uncle"                                              |
| 1993-1994 | Las aventuras de Brisco County Jr.           | Brisco County Jr.                       | 27 episodios                                                      |
| 1995      | Lois & Clark                                 | Bill Church Jr.                         | 3 episodios                                                       |
| 1995      | American Gothic                              | Lt. Drey                                | Episode: "Meet the Beetles"                                       |
| 1995-1999 | Hercules: The Legendary Journeys             | Autolycus / Rob Tapert                  | 12 episodios; también director de 7 episodios                     |
| 1996      | Homicide: Life on the Street                 | Jake Rodzinsky                          | Episodes: "Justice Parts 1 & 2"                                   |
| 1996      | Tornado!                                     | Jake Thorne                             | Película de televisión                                            |
| 1996      | Assault on Dome 4                            | Alex Windham                            | Película de televisión                                            |
| 1996-1997 | Ellen                                        | Ed Billik                               | 8 episodios                                                       |
| 1996-1999 | Xena: la princesa guerrera                   | Autolycus                               | 8 episodios; también director de 2 episodios                      |
| 1997      | The Love Bug                                 | Hank Cooper                             | Película de televisión                                            |
| 1997      | La fiebre del oro                            | Pierce Thomas 'PT' Madison              | Película de televisión                                            |
| 1997      | Weird Science                                | Gene the Genie                          | Episode: "I Dream of Gene"                                        |
| 1998      | Timecop                                      | Agente Tommy Maddox                     | Episode: "The Future, Jack, the Future"                           |
| 1999      | The X-Files                                  | Wayne Weinsider                         | Episode: "Terms of Endearment"                                    |
| 2000      | Jack of All Trades                           | Jack Stiles                             | 22 episodios; coproductor ejecutivo                               |
| 2001      | Beggars and Choosers                         | Jack                                    | 2 episodios                                                       |
| 2001      | The Legend of Tarzan                         | Max Liebling (voz)                      | Episode: "Tarzan and One Punch Mullargan"                         |
| 2002      | Charmed                                      | Agente del FBI Woody Jackman            | Episode: "Witch Way Now?"                                         |
| 2002      | Terminal Invasion                            | Jack                                    | Película de televisión                                            |
| 2003      | Duck Dodgers                                 | Pork Piggler (voz)                      | Episode: "K-9 Kaddy/Pig of Action"                                |
| 2003      | My Life as a Teenage Robot                   | Himcules (voz)                          | Episode: "Daydream Believer/This Time with Feeling"               |
| 2004      | Megas XLR                                    | Magnanimous (voz)                       | 2 episodios                                                       |
| 2005      | Alien Apocalypse                             | Dr. Ivan                                | Película de televisión                                            |
| 2006      | Super Escuadrón Ciber Monos Hiperfuerza ¡Ya! | Capitán Shuggazoom (voz)                | 2 episodios                                                       |
| 2006      | Touch the Top of the World                   | Ed Weihenmayer                          | Película de televisión                                            |
| 2006      | Robot Chicken                                | Varios                                  | Episode: "Dragon Nuts"                                            |
| 2006-2009 | Los Sustitutos                               | Phil Mygrave / Gordo Glideright (voces) | 6 episodios                                                       |
| 2007      | El Tigre: las aventuras de Manny Rivera      | The Industrialist (voz)                 | Episode: "Burrito's Little Helper/Crouching Tigre, Hidden Dragon" |
| 2007-2013 | Burn Notice                                  | Sam Axe                                 | 111 episodios                                                     |
| 2011      | Burn Notice: The Fall of Sam Axe             | Sam Axe                                 | Película para televisión                                          |
| 2013      | 1600 Penn                                    | Doug                                    | Episodio "Skip the Tour"                                          |
| 2014      | Psych                                        | Dr. Ashford N. Simpson                  | Episodio "A Nightmare on State Street"                            |
| 2014      | The Librarians                               | Santa Claus                             | Episodio "And Santas Midnight Run"                                |
| 2015      | Last Fan Standing                            | Presentador                             |                                                                   |
| 2015      | Fargo                                        | Ronald Reagan                           | 2 episodios                                                       |
| 2015      | Randy Cunningham: Ninja Total                | The Creep (voz)                         | Episode; "Ball's Well That Friend's Well"                         |
| 2015-2018 | Ash vs. Evil Dead                            | Ash Williams                            | 30 episodios; productor ejecutivo                                 |
| 2018-2020 | Tangled                                      | Rey Edmund (voz)                        | 7 episodios                                                       |
| 2018      | Lodge 49                                     | Gary Green                              | 3 episodios                                                       |
| 2019      | Ripley's Believe It or Not!                  | Él mismo (presentador)                  | 10 episodios; productor ejecutivo                                 |
| 2020-2021 | The Last Kids on Earth                       | Chef (voz)                              | 11 episodios                                                      |
| 2015      | A.P. Bio                                     | John Griffin                            | Episode: "Tons of Rue"                                            |
| 2015      | Archer (serie de televisión)                 | McGinley (voz)                          | Episode: "Dingo, Baby, et Cetera"                                 |
| 2015      | One December Night                           | Steve Bedford                           | Película de televisión                                            |
| 2022      | My Southern Family Christmas                 | Everett Bergeron                        | Película de televisión                                            |
| 2023      | Impractical Jokers                           | Él mismo                                | Episode: "Bruce Campbell"                                         |
| 2023      | Discontinued                                 | Él mismo                                | 10 episodios                                                      |
| 2024      | Hysteria!                                    | Jefe Ben Dandridge                      | 7 episodios                                                       |